# Pommiers-Moulons
Pour les articles homonymes, voir Pommiers et Moulon.
Pommiers-Moulons est une commune du sud-ouest de la France située dans le département de la Charente-Maritime, en région Nouvelle-Aquitaine.

## Géographie

### Communes limitrophes
| Chaunac    | Vibrac           | Messac      |
| Expiremont | Pommiers-Moulons | Mérignac    |
|            | Montendre        | Sousmoulins |

## Urbanisme

### Typologie
Au 1er janvier 2024, Pommiers-Moulons est catégorisée commune rurale à habitat très dispersé, selon la nouvelle grille communale de densité à 7 niveaux définie par l'Insee en 2022.
Elle est située hors unité urbaine et hors attraction des villes,.

### Occupation des sols
L'occupation des sols de la commune, telle qu'elle ressort de la base de données européenne d’occupation biophysique des sols Corine Land Cover (CLC), est marquée par l'importance des territoires agricoles (96,1 % en 2018), une proportion identique à celle de 1990 (96,1 %). La répartition détaillée en 2018 est la suivante : 
terres arables (72,5 %), zones agricoles hétérogènes (17,4 %), forêts (3,9 %), cultures permanentes (3,3 %), prairies (2,9 %). L'évolution de l’occupation des sols de la commune et de ses infrastructures peut être observée sur les différentes représentations cartographiques du territoire : la carte de Cassini (XVIIIe siècle), la carte d'état-major (1820-1866) et les cartes ou photos aériennes de l'IGN pour la période actuelle (1950 à aujourd'hui).

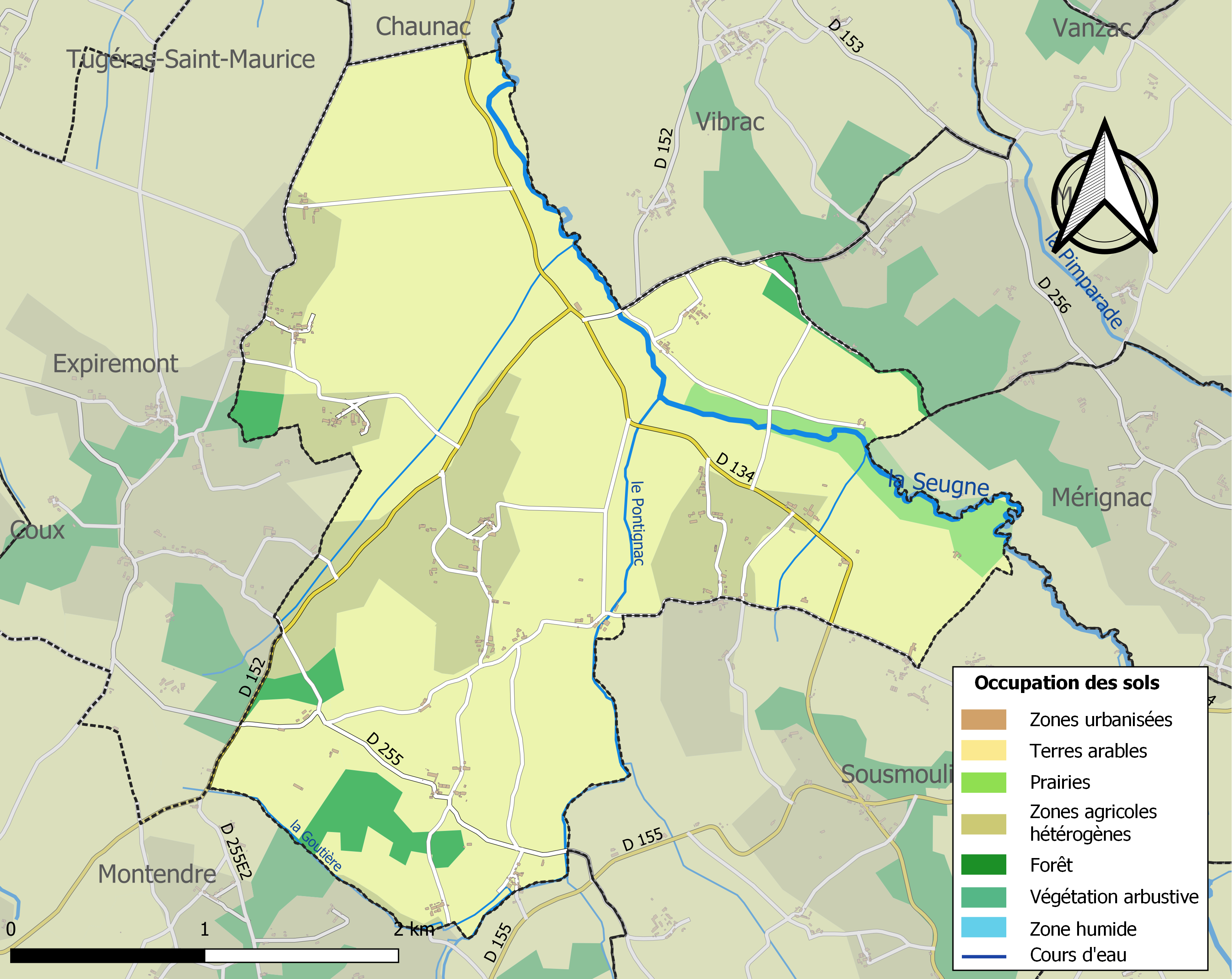
Carte des infrastructures et de l'occupation des sols de la commune en 2018 (CLC).

### Risques majeurs
Le territoire de la commune de Pommiers-Moulons est vulnérable à différents aléas naturels : météorologiques (tempête, orage, neige, grand froid, canicule ou sécheresse), inondations, mouvements de terrains et séisme (sismicité faible). Il est également exposé à un risque technologique, le transport de matières dangereuses. Un site publié par le BRGM permet d'évaluer simplement et rapidement les risques d'un bien localisé soit par son adresse soit par le numéro de sa parcelle.

#### Risques naturels
Certaines parties du territoire communal sont susceptibles d’être affectées par le risque d’inondation par débordement de cours d'eau, notamment la Seugne. La commune a été reconnue en état de catastrophe naturelle au titre des dommages causés par les inondations et coulées de boue survenues en 1982, 1999 et 2010,.

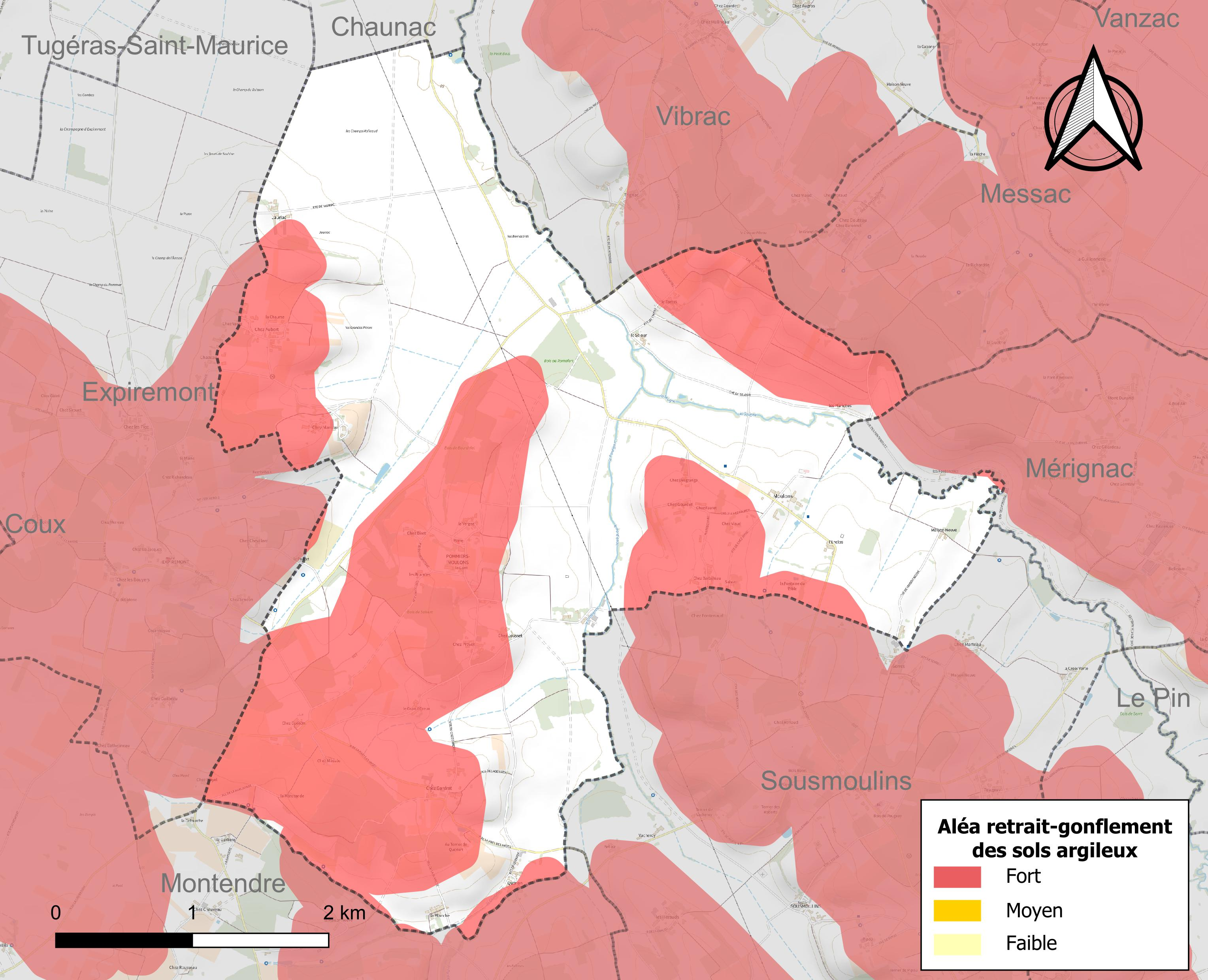
Carte des zones d'aléa retrait-gonflement des sols argileux de Pommiers-Moulons.

Les mouvements de terrains susceptibles de se produire sur la commune sont des tassements différentiels.
Le retrait-gonflement des sols argileux est susceptible d'engendrer des dommages importants aux bâtiments en cas d’alternance de périodes de sécheresse et de pluie. 42,4 % de la superficie communale est en aléa moyen ou fort (54,2 % au niveau départemental et 48,5 % au niveau national). Sur les 121 bâtiments dénombrés sur la commune en 2019, 92 sont en aléa moyen ou fort, soit 76 %, à comparer aux 57 % au niveau départemental et 54 % au niveau national. Une cartographie de l'exposition du territoire national au retrait gonflement des sols argileux est disponible sur le site du BRGM,.
Par ailleurs, afin de mieux appréhender le risque d’affaissement de terrain, l'inventaire national des cavités souterraines permet de localiser celles situées sur la commune.
Concernant les mouvements de terrains, la commune a été reconnue en état de catastrophe naturelle au titre des dommages causés par la sécheresse en 2003, 2005 et 2011 et par des mouvements de terrain en 1999 et 2010.

#### Risques technologiques
Le risque de transport de matières dangereuses sur la commune est lié à sa traversée par une ou des infrastructures routières ou ferroviaires importantes ou la présence d'une canalisation de transport d'hydrocarbures. Un accident se produisant sur de telles infrastructures est susceptible d’avoir des effets graves sur les biens, les personnes ou l'environnement, selon la nature du matériau transporté. Des dispositions d’urbanisme peuvent être préconisées en conséquence.

## Histoire
Le 27 décembre 1973, Pommiers et Moulons sont réunies pour former la commune de Pommiers-Moulons. Opération officialisée par une parution au Journal officiel du 3 février 1974.

## Équipements, services et vie locale

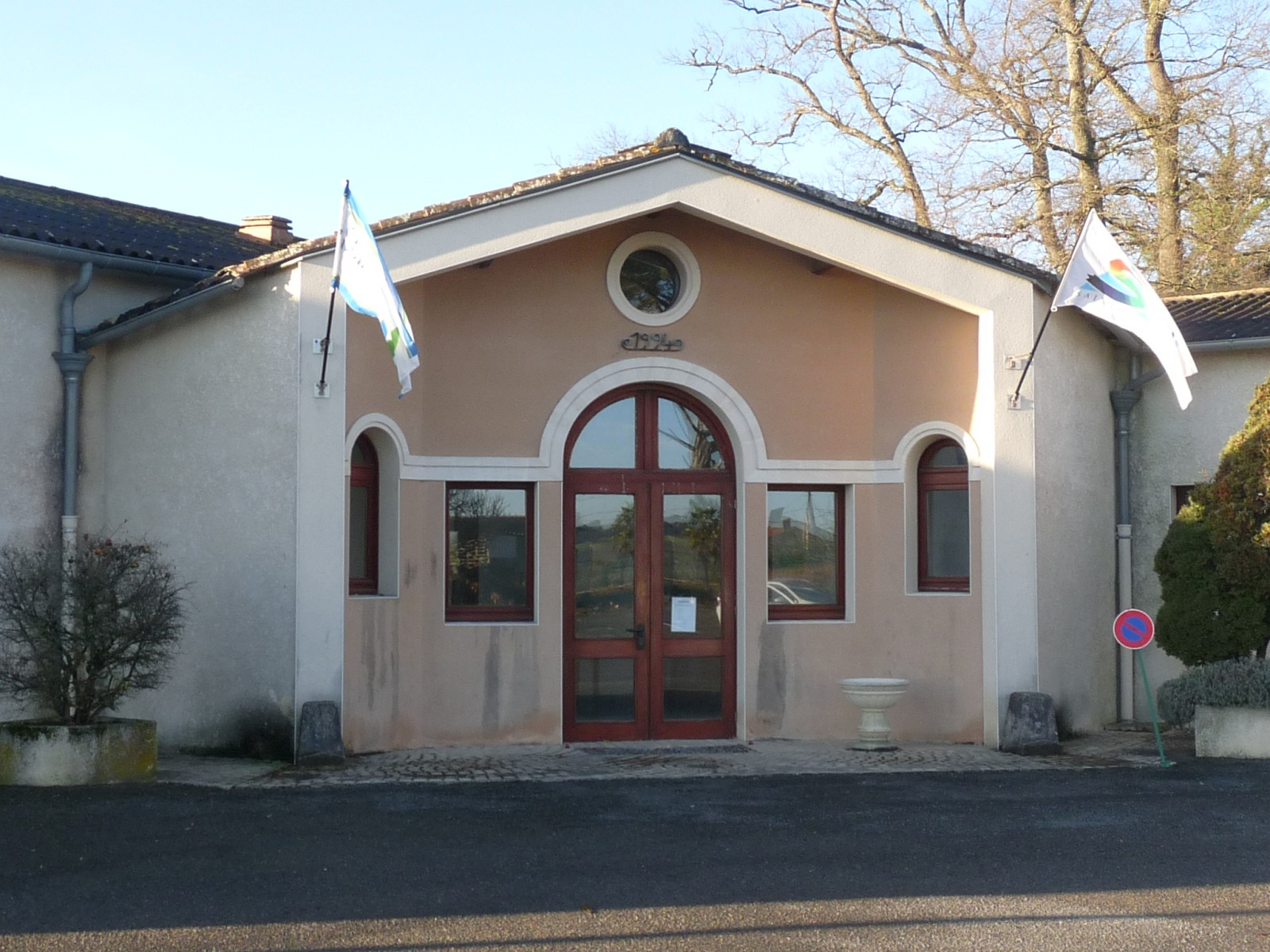
Salle communale, à Pommiers.

## Administration

### Liste des maires
| Période                                  | Période  | Identité          | Étiquette | Qualité |
| ---------------------------------------- | -------- | ----------------- | --------- | ------- |
| Les données manquantes sont à compléter. |          |                   |           |         |
| 2001                                     | 2014     | Claude Simon      |           |         |
| 2014                                     | En cours | Hervé Charlassier | DVG       | Artisan |
| Les données manquantes sont à compléter. |          |                   |           |         |

## Démographie

### Évolution démographique
L'évolution du nombre d'habitants est connue à travers les recensements de la population effectués dans la commune depuis 1793. Pour les communes de moins de 10 000 habitants, une enquête de recensement portant sur toute la population est réalisée tous les cinq ans, les populations de référence des années intermédiaires étant quant à elles estimées par interpolation ou extrapolation. Pour la commune, le premier recensement exhaustif entrant dans le cadre du nouveau dispositif a été réalisé en 2008.

En 2022, la commune comptait 212 habitants, en évolution de +4,95 % par rapport à 2016 (Charente-Maritime : +4,04 %, France hors Mayotte : +2,11 %).
| 1793 | 1800 | 1806 | 1821 | 1831 | 1836 | 1841 | 1846 | 1851 |
| ---- | ---- | ---- | ---- | ---- | ---- | ---- | ---- | ---- |
| 441  | 379  | 359  | 423  | 410  | 413  | 402  | 400  | 391  |

| 1856 | 1861 | 1866 | 1872 | 1876 | 1881 | 1886 | 1891 | 1896 |
| ---- | ---- | ---- | ---- | ---- | ---- | ---- | ---- | ---- |
| 385  | 378  | 360  | 345  | 350  | 324  | 314  | 293  | 285  |

| 1901 | 1906 | 1911 | 1921 | 1926 | 1931 | 1936 | 1946 | 1954 |
| ---- | ---- | ---- | ---- | ---- | ---- | ---- | ---- | ---- |
| 260  | 249  | 238  | 215  | 228  | 205  | 178  | 204  | 192  |

| 1962 | 1968 | 1975 | 1982 | 1990 | 1999 | 2006 | 2008 | 2013 |
| ---- | ---- | ---- | ---- | ---- | ---- | ---- | ---- | ---- |
| 174  | 160  | 226  | 203  | 182  | 174  | 186  | 190  | 195  |

| 2018 | 2022 | - | - | - | - | - | - | - |
| ---- | ---- | - | - | - | - | - | - | - |
| 213  | 212  | - | - | - | - | - | - | - |

## Lieux et monuments
- L'église Saint-Étienne à Moulons abrite deux peintures monumentales (carrées de 1,5 m de côté), situées de part et d'autre de la fenêtre centrale du chœur, représentant saint Michel et le dragon, saint Crépin et saint Crépinien, le Christ en majesté et les évangélistes. Classées au registre des Monuments historiques en tant qu'objets depuis le 13 septembre 1973, elles datent du XVe siècle mais ont été refixées et consolidées en 1993 par Florence Crémer. Cette même église abrite une cloche en bronze de 1690 et classée aussi au registre des Mobiliers historiques depuis le 30 septembre 1911[17].

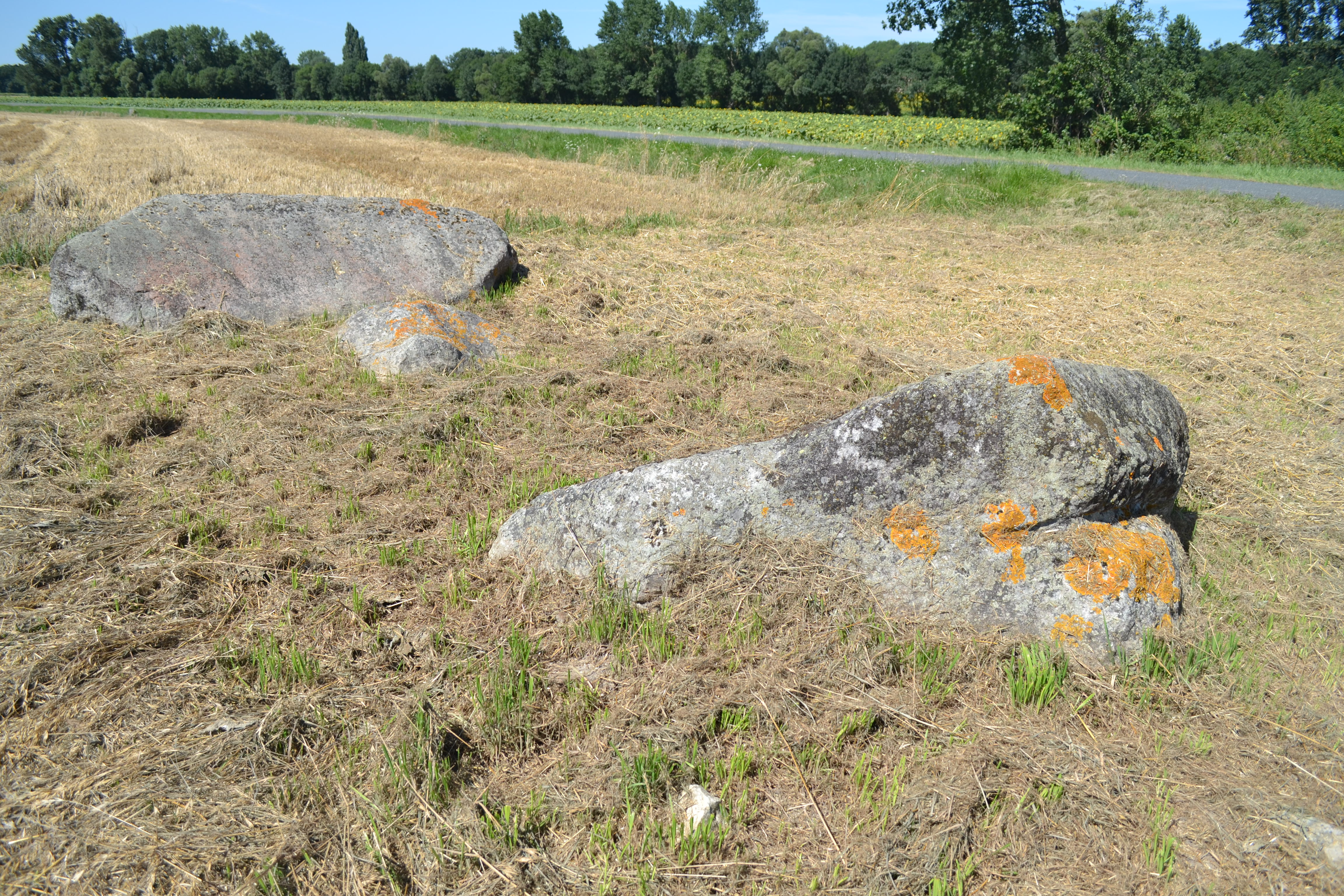
Pierre à Cerclet
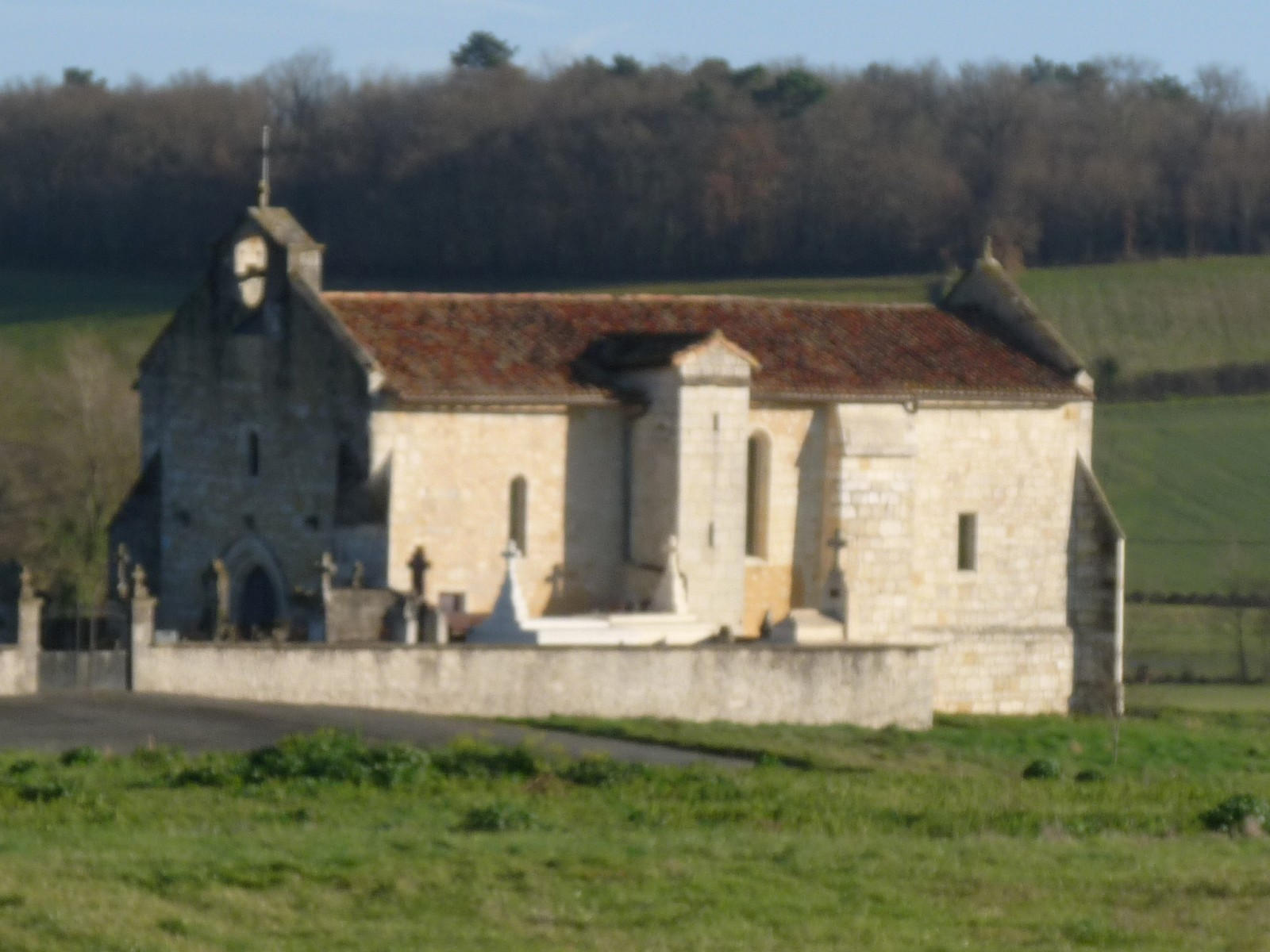
L'église de Moulons.
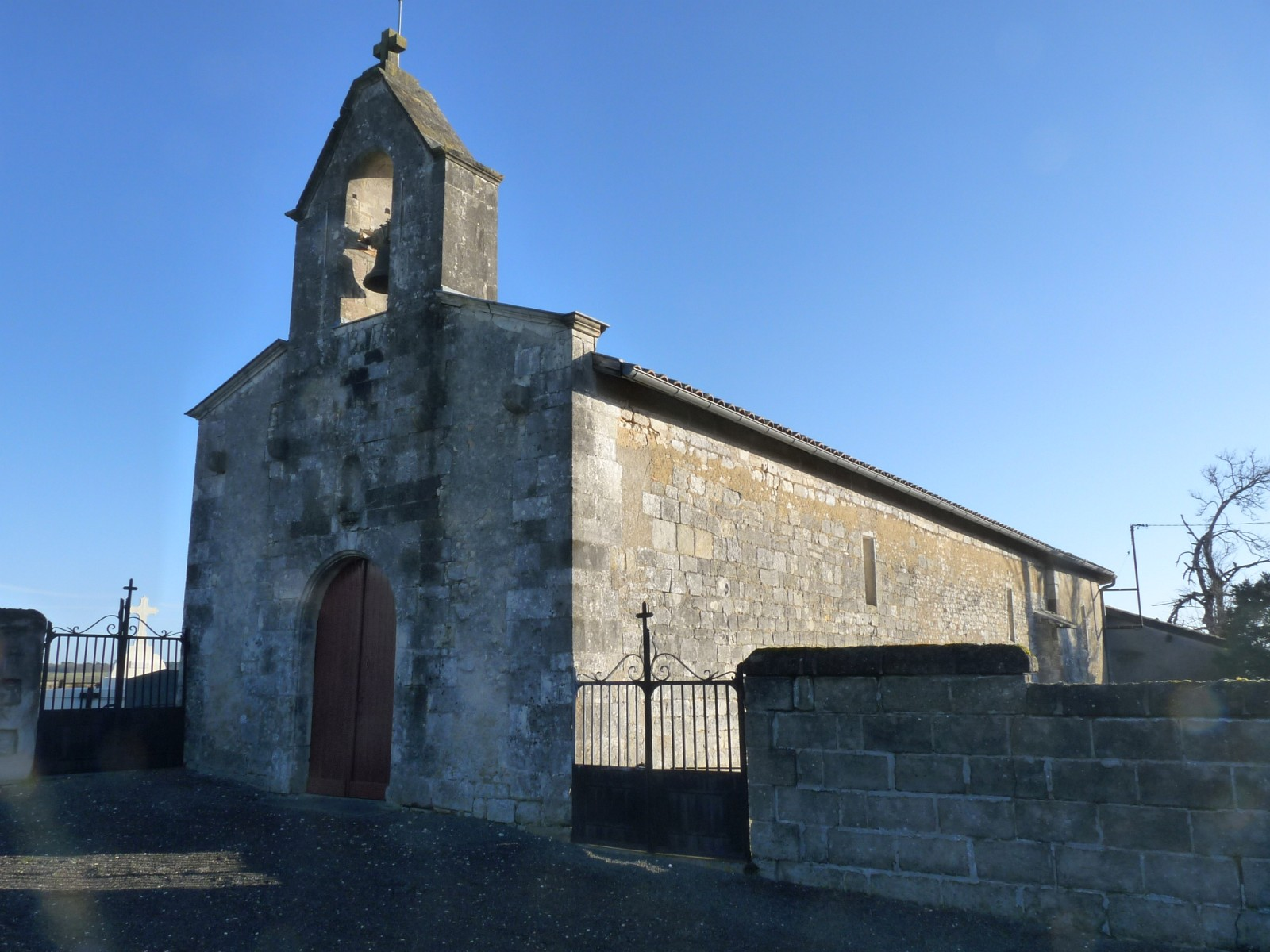
L'église de Pommiers.
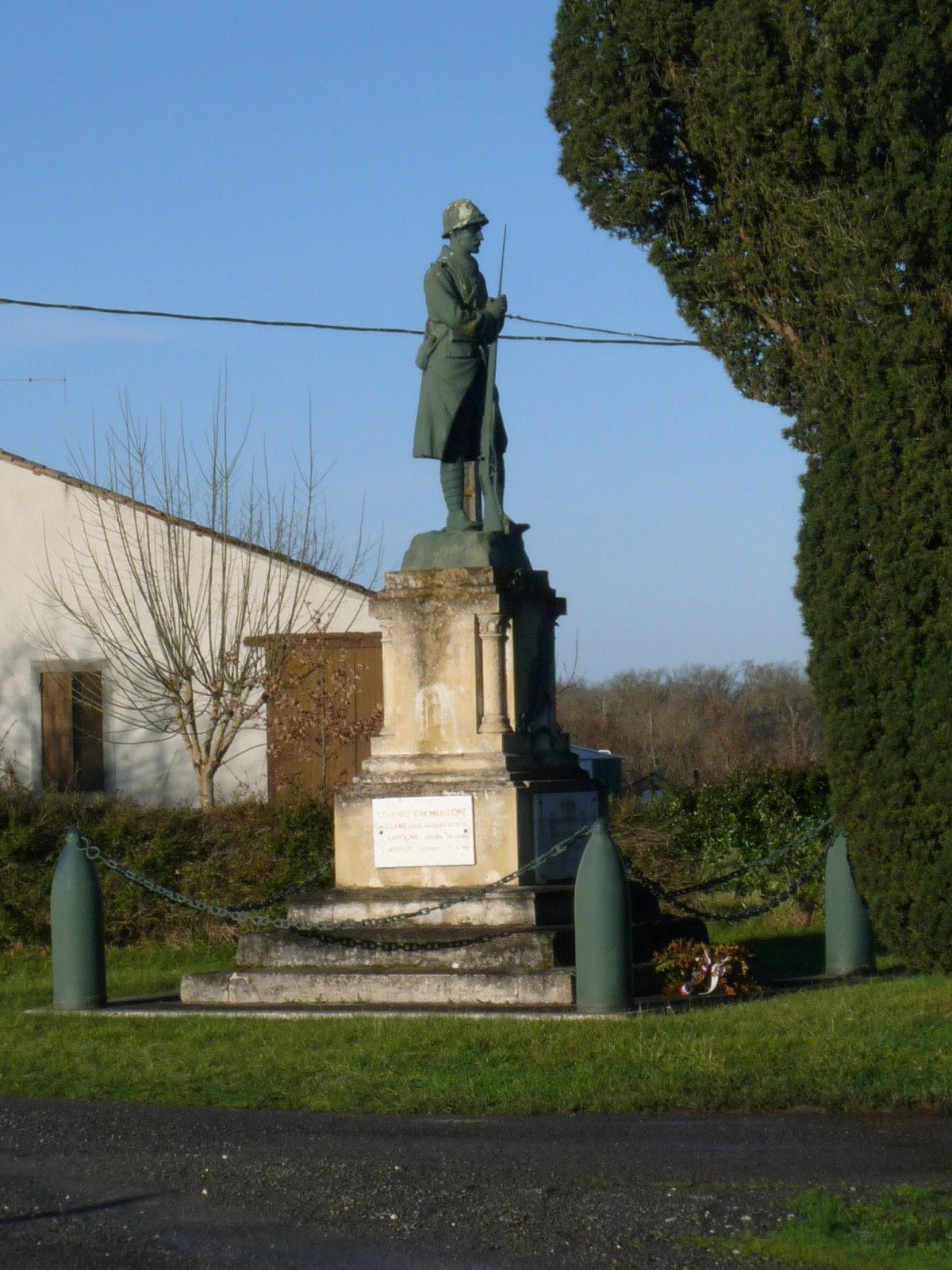
Le monument aux morts de Pommiers.

- La Pierre à Cerclet, vestige d'un dolmen ruiné datant du Néolithique.

## Personnalités liées à la commune
- Georges Romathier (1927-2017), peintre abstrait lyrique de l'École de Paris, vécut à Pommiers-Moulons.